# Bol d’Or (Segelregatta)

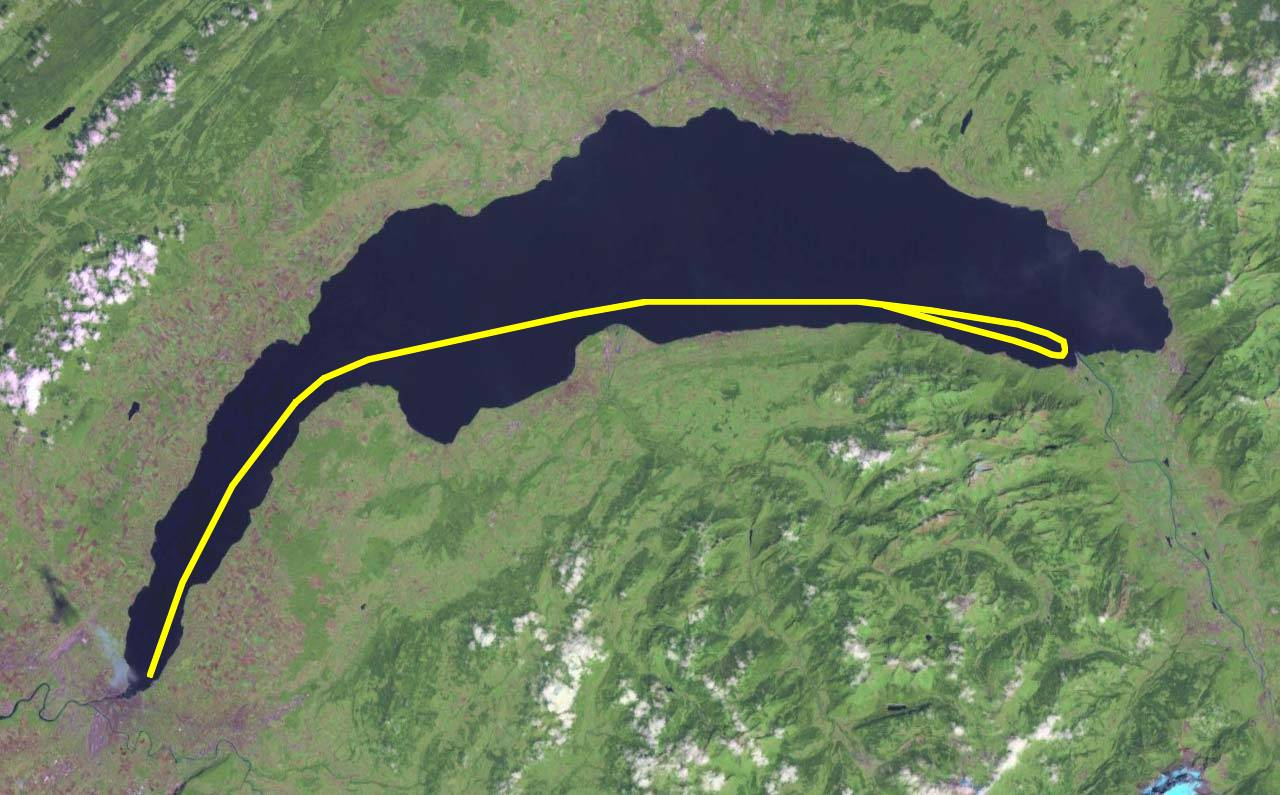
Strecke des Bol d’Or

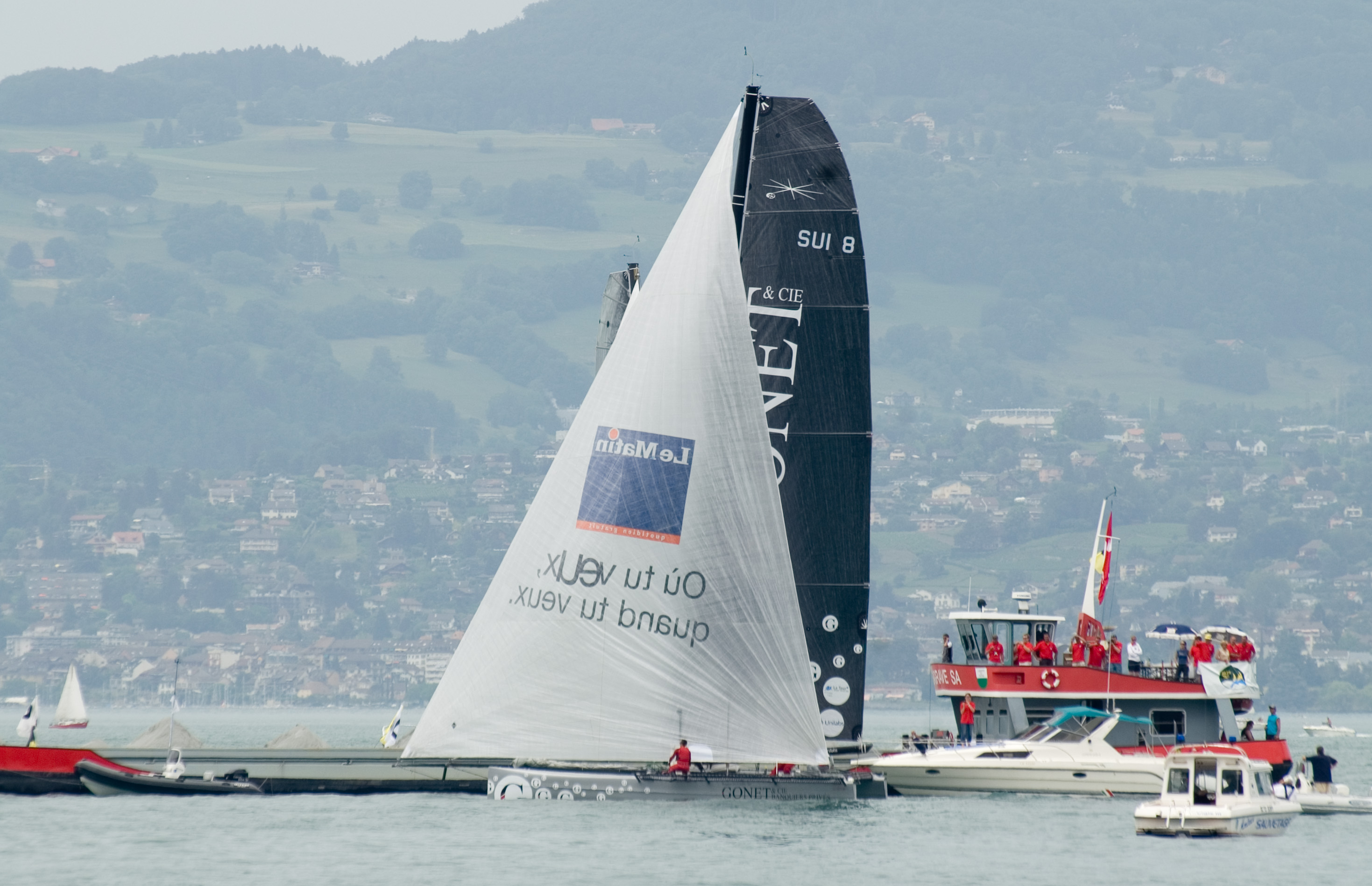
Der Sieger von 2006 (Russell Coutts mit dem Katamaran Banque Gonet) umrundet die Boje bei Le Bouveret

Der Bol d’Or (franz. für „goldene Schale“) ist die wichtigste Segelregatta auf dem Genfersee und eine der wichtigsten Binnenseeregatten Europas.
Die Regatta wird seit 1939 Mitte Juni jeden Jahres von der Société Nautique de Genève (SNG) organisiert. Das Rennen geht vom Westende des Sees bei Genf zum Ostende des Sees bei Le Bouveret und zurück über eine Strecke von etwa 125 km. Über 500 in mehrere Klassen eingeteilte Boote nehmen jeweils teil. Etwa zwei Drittel davon beenden die Regatta in der vorgeschriebenen maximalen Zeit von 31 Stunden.
Der Start erfolgt jeweils an einem Samstagvormittag unterhalb von Cologny. Die Ziellinie ist am Port Noir, dem Hafen der Société Nautique de Genève. Je nach Windverhältnissen kommen die schnellsten Mehrrumpfboote nach 7–13 Stunden, die schnellsten Einrumpfboote nach 9–17 Stunden zurück. Langsamere Boote brauchen bis zu 30 Stunden. Die bisherige Bestzeit wurde 1994 von Leuenberger, Gautier und Kessi auf dem Trimaran Triga 4 mit 5:01:51 erstellt.
Der Gewinner (das schnellste Boot in Echtzeit) bekommt jeweils für ein Jahr den Bol d’Or, einen goldenen Pokal. Wenn ein Teilnehmer oder eine Segelmannschaft dreimal innerhalb von fünf Jahren siegen, dürfen sie den Bol d’Or endgültig behalten. Dies ist bisher nur drei Seglern gelungen: Horace Juliard mit Marie-José II (1961, 1962 und 1963), Philippe Stern mit Altaïr IX, X und XI (1980, 1982 und 1984) und Ernesto Bertarelli und P.-Y. Jorand mit Alinghi (1997, 2000, 2001).
Seit den 1980ern gewannen immer Mehrrumpfboote. Seit 1996 wird ein Bol de Vermeil (rötlich vergoldeter Silberpokal) an das schnellste Einrumpfboot vergeben. Zudem wird auch jede Bootsklasse separat bewertet.
Seit 2004 hat die Regatta einen Hauptsponsor, der auch Namenspatron ist. Bis 2006 war dies die Genfer Uhrenmanufaktur Rolex. Seit 2007 ist es die Genfer Privatbank Mirabaud & Cie.

## Unwetter während der 81. Bol d’Or im Jahr 2019
Am 15. Juni 2019 starteten die 482 Teams bei schönem Wetter von Genf aus in die wichtigste Segelregatta auf dem Lac Léman.
Im Verlauf des Samstagnachmittags zog gegen 17:00h, so wie von der Météo Suisse vorhergesagt, ein spektakulärer Sturm auf. In Le Bouveret wurden Windgeschwindigkeiten bis 60 Knoten (ca. 110 km/h) gemessen, die Wellen auf dem See waren bis zu 2 m hoch. Dieser Sturm brachte auch viele erfahrene Segler an ihre Grenze und zerstörte mehrere Boote. Die Bilanz der 81. Bol d’Or waren mehrere gekenterte und gesunkene Boote, 40 Mastbrüche, zerstörte Segel und anderen Schäden. Weniger als die Hälfte der Teilnehmer beendete das Rennen, aber niemand kam ums Leben.